# 치안삼륜행정이론

## 개요
현재 대부분의 국가는 경찰의 인력 및 예산의 한계로 나타나는 공동화현상을 민간경비를 추가하여 치안이륜(경찰+민간경비)행정서비스를 제도로서 안착시킴으로서 시민의 생명과 안전을 수호하는 등의 치안행정을 하고 있다.
치안삼륜행정이론이란 현재의 치안이륜 시스템에 공익탐정사제도의 기능과 역할을 추가하여 치안삼륜(경찰+민간경비+공익탐정사) 고유의 기능과 역할을 융·복합하여 법과 제도로서 안착시킴으로서 시민이 기대하는 치안서비스의 욕구를 더욱 만족시킬 수 있다는 이론이다.
이도현 (박사)박사가 세계 최초로 개념을 체계화한 이론이다.
즉 현재는 경찰과 민간경비가 협업하여 시민의 생명, 안전 및 질서유지 기능 등의 치안이륜(경찰+민간경비)의 경찰행정기능을 수행하고 있는데 이러한 기능과 역할만으로는 치안사각지대에서 발생하는 각종사건·사고들에 대한 시민의 치안서비스 욕구를 충족할 수 없는 한계에 있다.
따라서 현재 경찰의 인력 및 예산 그리고 법과 제도의 미비 등으로 치안사각지대에서 발생하는 사건들에 대한 시민의 피해회복, 권익보호 또는 권리구제 지원을 위한 제도의 필요성이 요구되는 것이다.
따라서 경찰의 업무 중 미아, 실종자 찾기, 기소중지자, 해외도피자 찾기, 장기미제사건 등 지속적이고 장기적인 탐문·추적 등이 필요한 업무를 분류하여 공익탐정사에게 위탁하여 엄격한 책임과 권한을 부여하고 업무를 수행하게 함으로서 치안행정효율을 극대화하여 시민의 치안 서비스 기대에 부응하자는 이론이다.
비슷한 제도로서 현재 미국의 일부 주에서 엄격하게 운영 중인 공인탐정사제도를 참조할 수 있다.